# Wczesne rękopisy greckiego Nowego Testamentu

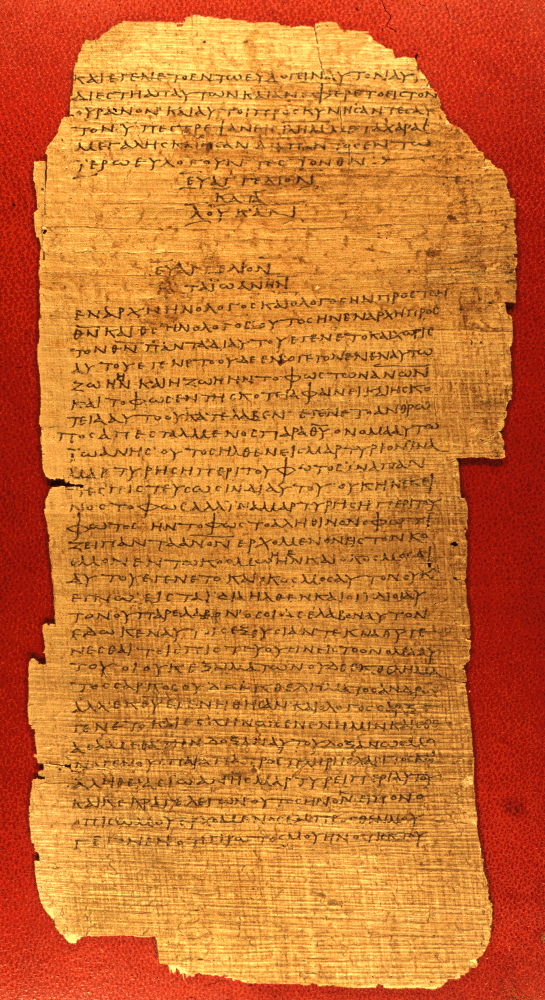
Papirus Bodmer XIV-XV – jeden z najlepiej zachowanych wczesnych rękopisów NT

Wczesne rękopisy greckiego Nowego Testamentu – rękopisy Nowego Testamentu powstałe przed rokiem 300. Data ta jest przybliżona, ponieważ rękopisy z tego okresu nie posiadają dat, a datowanie jest szacunkowe w oparciu o kryteria archeologiczne, paleograficzne i inne. Nie zachował się żaden rękopis z I wieku. Rękopisy pisane są uncjałą w kilku jej stylach, znaczna ich część sporządzona została przez nieprofesjonalnego skrybę.
Aż do końca XIX wieku nie były znane żadne wczesne rękopisy Nowego Testamentu, dziś natomiast są ważnymi świadkami jego tekstu. Większość rękopisów zachowała się we fragmentarycznym stanie. Niemal wszystkie pisane są na papirusie i niemal wszystkie pochodzą z Egiptu.

## Opis i ogólna charakterystyka

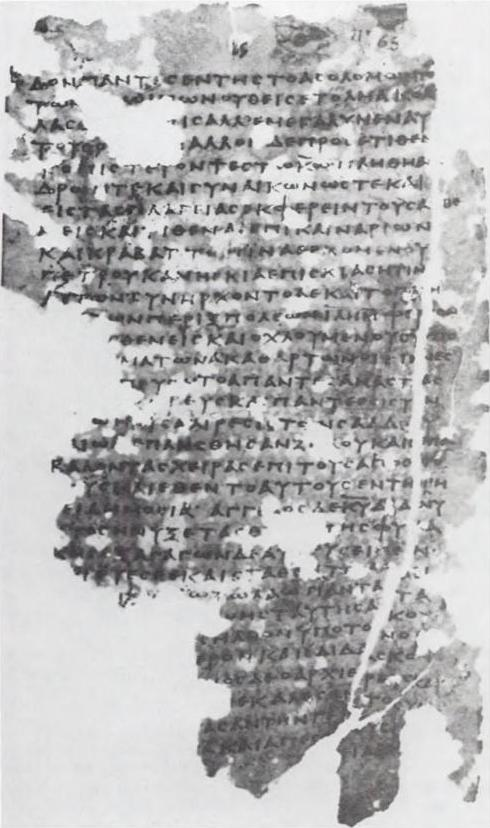
Kodeks 0189, najstarszy rękopis NT na pergaminie; pisany biblijną uncjałą

Do wczesnych rękopisów Nowego Testamentu zaliczane są te, które powstały przed rokiem 300. Data ta jest przybliżona, ponieważ rękopisy z tego okresu nie posiadają dat, a wiek szacuje się w oparciu o kryteria archeologiczne, paleograficzne, ewolucję skrótów, analizę tekstualno-krytyczną i inne kryteria. Data ta nie jest przypadkowa, ponieważ sposób powstawania rękopisów radykalnie się zmienił najpierw po prześladowaniu Dioklecjana (303–305), a następnie po zalegalizowaniu chrześcijaństwa przez Konstantyna Wielkiego. Przykładem rękopisów powstałych po tej dacie są Kodeks Synajski i Kodeks Watykański. Wobec braku rękopisów z końca I wieku, znane współcześnie wczesne rękopisy Nowego Testamentu pochodzą z lat 100–300. Philip Comfort w II wydaniu The Text of the Earliest New Testament Greek Manuscripts z roku 2001 wylicza 69 wczesnych rękopisów greckiego Nowego Testamentu. Od tego czasu odkryte zostały papirusy {\displaystyle {\mathfrak {P}}^{118}}, {\displaystyle {\mathfrak {P}}^{119}} oraz {\displaystyle {\mathfrak {P}}^{121}}.
Rękopisy z II wieku określane są jako najwcześniejsze rękopisy greckiego Nowego Testamentu. 27 wydanie Novum Testamentum Graece Nestle-Alanda (NA27) datuje tylko cztery rękopisy na II wiek: {\displaystyle {\mathfrak {P}}^{52}}, {\displaystyle {\mathfrak {P}}^{90}}, {\displaystyle {\mathfrak {P}}^{98}} oraz {\displaystyle {\mathfrak {P}}^{104}}. Kilka innych rękopisów datowanych jest na ok. rok 200: {\displaystyle {\mathfrak {P}}^{32}}, {\displaystyle {\mathfrak {P}}^{46}}, {\displaystyle {\mathfrak {P}}^{64}}, {\displaystyle {\mathfrak {P}}^{66}}, {\displaystyle {\mathfrak {P}}^{75}}, {\displaystyle {\mathfrak {P}}^{77}}, {\displaystyle {\mathfrak {P}}^{87}}, {\displaystyle {\mathfrak {P}}^{98},} {\displaystyle {\mathfrak {P}}^{103}}, {\displaystyle {\mathfrak {P}}^{104},} {\displaystyle {\mathfrak {P}}^{109}}. Comfort i inni amerykańscy paleografowie poszerzają tę listę o kilka dalszych rękopisów.
Jakkolwiek paleografowie dokładają wiele starań, by odkryć możliwe najwcześniejsze rękopisy, do tej pory nie odkryto żadnych rękopisów Nowego Testamentu z I wieku. Niektórzy paleografowie (Thiede, O’Callgahan) wskazywali na 7Q4, 7Q5, {\displaystyle {\mathfrak {P}}^{46},} {\displaystyle {\mathfrak {P}}^{52}} oraz {\displaystyle {\mathfrak {P}}^{64+67}} jako prawdopodobne rękopisy Nowego Testamentu z I wieku. 7Q4 oraz 7Q5 bezsprzecznie pochodzą z I wieku, jednak fragmenty te nie przekazują tekstu Nowego Testamentu (7Q4 zidentyfikowany został z tekstem 1 Henocha 103). Pozostałe rękopisy datowane są na II wiek przez najbardziej liczących się paleografów.
Rękopisy z tego okresu reprezentują tekst Nowego Testamentu mieszczący się w tradycji tekstu aleksandryjskiego, cezarejskiego bądź zachodniego, z mniejszymi lub większymi od tych tradycji odchyleniami. Tekst bizantyński w ogóle nie jest reprezentowany wśród rękopisów z tego okresu. Większość rękopisów tej kategorii odkryta została w XX wieku.
Wszystkie rękopisy z pierwszej połowy II wieku są bardzo fragmentaryczne i ich przydatność z punktu widzenia krytyki tekstu jest niewielka. Dopiero przy końcu II wieku pojawiają się rękopisy zawierające niemal całe bądź znaczne partie ksiąg nowotestamentowych (papirusy z kolekcji Bodmer i Chester Beatty). Znaczna część zachowanych rękopisów pochodzi z Oksyrynchos.
Zaobserwowano pewne podobieństwa zachodzące pomiędzy częścią wczesnych rękopisów Nowego Testamentu a rękopisami żydowskimi pochodzącymi z ery przedchrześcijańskiej. Wspólną cechą jest stosowanie powiększonego inicjału na początku księgi bądź na początku nowej sekcji. Inicjał bywa poprzedzany niewielką spacją, dla uwydatnienia początku nowej partii tekstu. Wersy podkreślane są wielką spacją. Cech tych nie znajdujemy w klasycznej literaturze greckiej. Sugeruje się też, że pisanie nomina sacra w formie skróconej, mogło powstać pod wpływem tetragramu.

## Styl i charakter pisma
Paleografowie wyróżniają cztery charaktery pisma, zależne od stopnia wytrenowania ręki kopisty:
- pospolita ręka (common hand), ręka piszącego nie miała żadnego przygotowania w kopiowaniu dokumentów; ten charakter pisma najczęściej jest reprezentowany przez nieelegancką kursywę;
- niedoświadczony kopista (documentary hand), kopista posiadał pewne doświadczenie w przygotowywaniu dokumentów, lecz niewielkie w ich kopiowaniu, charakter pisma jest zmienny; w ten sposób pisało wielu oficjalnych skrybów z państwowej administracji;
- doświadczony kopista (reformed documentary hand), kopista miał doświadczenie w przygotowywaniu i kopiowaniu dokumentów, charakter pisma jest jednolity, jednak jego kopie nie były w pełni profesjonalne;
- profesjonalny skryba (professional hand), najwyższy stopień profesjonalizmu, jego kopie zawierają noty marginalne, stychy są numerowane[b], stosuje paginację; dziełem profesjonalnego skryby był {\displaystyle {\mathfrak {P}}^{46}}[11].

Wśród wczesnych rękopisów Nowego Testamentu wyróżniono trzy podstawowe style pisma: rzymska uncjała, biblijna uncjała, zaokrąglona uncjała. Uncjała rzymska charakteryzuje się tym, że niektóre kreski w literach są grubsze, niektóre zaś cieńsze. Niektóre z liter, ale nie wszystkie, mogą być dekorowane. Tym stylem uncjały pisane jest {\displaystyle {\mathfrak {P}}^{46}}.
Część rękopisów pisana jest uncjałą o pewnych cechach nie spotykanych w rękopisach niebiblijnych. Litery są wielkie, kwadratowe, każda kreska stawiana jest osobno, litery nigdy nie są łączone, brak ligatur. Ten styl pisma nazwany został uncjałą biblijną. Biblijną uncjałą pisane są: {\displaystyle {\mathfrak {P}}^{4}}, {\displaystyle {\mathfrak {P}}^{30}}, {\displaystyle {\mathfrak {P}}^{35}}, {\displaystyle {\mathfrak {P}}^{39}}, {\displaystyle {\mathfrak {P}}^{40}}, {\displaystyle {\mathfrak {P}}^{64}}, {\displaystyle {\mathfrak {P}}^{70}}, {\displaystyle {\mathfrak {P}}^{95}}, 0162 oraz 0189. Uncjała biblijna wyewoluowała z uncjały rzymskiej i tym się od niej różni, że nie posiada wcale bądź prawie wcale jakichkolwiek dekoracji.
Część rękopisów pisana jest stylem zaokrąglonej uncjały, podobnej do uncjały ostatniego okresu ptolemejskiego. Styl ten reprezentuje wiele znanych rękopisów, jak np. P. Oxy. 802, Fouad 266, 7Q1, 7Q5. Datowane są one na okres po 100 p.n.e. do 150 roku n.e. Spośród papirusów Nowego Testamentu styl ten reprezentują: {\displaystyle {\mathfrak {P}}^{32}}, {\displaystyle {\mathfrak {P}}^{66}}, {\displaystyle {\mathfrak {P}}^{90}} oraz {\displaystyle {\mathfrak {P}}^{104}}. Ponadto część rękopisów pisana jest literami szerokimi bądź wąskimi, z owalnymi zaokrągleniami bądź innymi cechami, nie tworzą one jednak zespołu systematycznie powtarzających się cech. Dlatego tak pisane rękopisy określa się mianem stylu mieszanego (Formal Mixed – Turner) albo surowego (Strenge Stil – Schubart).

## Datowanie

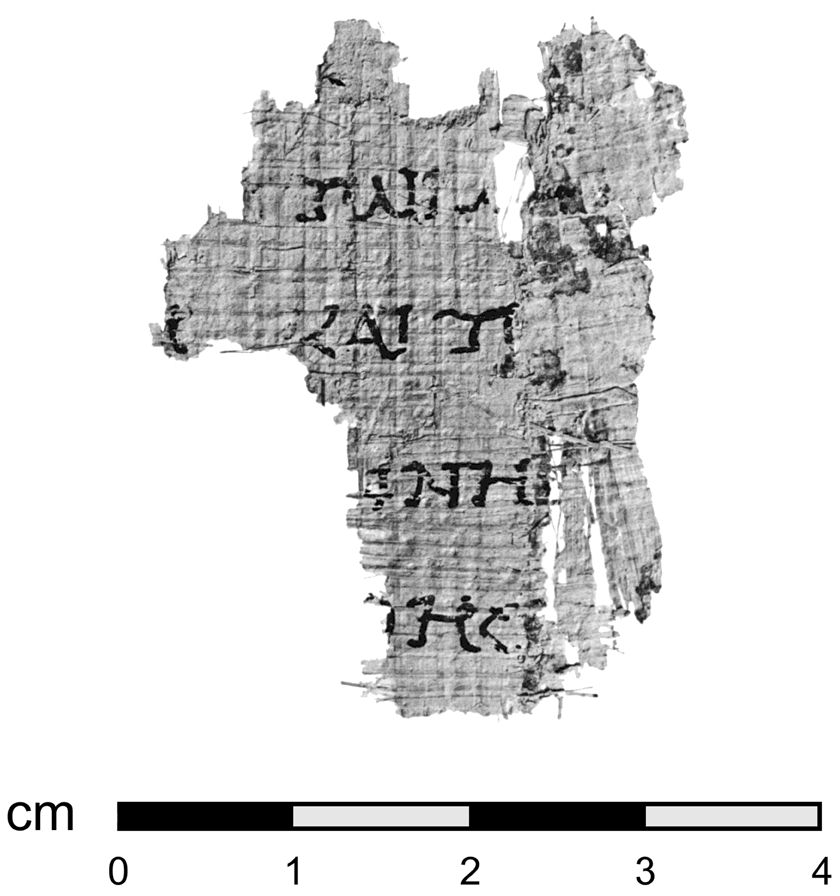
7Q5 – sugerowano, że jest to najstarszy zachowany fragment Ewangelii Marka

Jakkolwiek datowanie rękopisów jest na ogół szacunkowe, w niektórych przypadkach dane archeologiczne z miejsca odkrycia rękopisu, bądź inne dane zewnętrzne umożliwiają precyzację daty (terminus ante quem, terminus post quem). Dla rękopisów znalezionych w Herkulanum rok 79 to terminus ante quem, dla rękopisów qumrańskich taką datą jest rok 68, a dla znalezionego w Dura Europos rękopisu 0212 (Gregory-Aland) datą nieprzekraczalną jest rok 256/257. Jeżeli zwój zawiera dwa różne teksty po obu stronach, a tekst ze strony verso datowany jest na ok. 185 roku, to tekst ze strony recto musi być wcześniejszy. Jednak dokładne ustalenie, o ile wcześniejszy, nie jest możliwe. I odwrotnie, ustalenie daty tekstu wcześniejszego (ze strony recto) daje tylko terminus post quem dla tekstu późniejszego (strona verso). Rękopis nie może też być datowany wcześniej niż data powstania dzieła literackiego (terminus post quem).
Większość rękopisów nie może być datowana w oparciu o kryteria archeologiczne, stosowana jest więc metoda paleografii porównawczej. Styl pisma rękopisów porównuje się z tymi, których daty zostały dokładnie ustalone.
W wielu przypadkach oficjalna data danego rękopisu to data ustalona przez wydawcę jego tekstu (editio princeps), którą czasem inni paleografowie potwierdzają, w wielu jednak przypadkach kwestionują. Jednak w wielu przypadkach oficjalną datą rękopisu, nadal pozostaje data ustalona przez wydawcę. W miarę rozwoju paleografii zmienia się stan wiedzy o rękopisach. Aż do końca XIX wieku dominowało przekonanie, że chrześcijanie nie używali kodeksu przed wiekiem IV. Z tego też powodu Grenfell i Hunt nie datowali chrześcijańskich papirusowych kodeksów wcześniej niż na III wiek, nawet jeżeli styl pisma wskazywał na koniec I lub na początek II wieku.
Imię ΙΗΣΟΥΣ (Jezus) skracane jest na trzy sposoby: ΙΗ, ΙΣ oraz ΙΗΣ. Za najstarszą formę uchodzi ΙΗ, ponieważ był znany autorowi Listu Barnaby, który przy jego pomocy wyjaśnił starotestamentowy tekst Rdz 14,14 (IH + T = 318). Skrót jest stosowany przez: {\displaystyle {\mathfrak {P}}^{18}}, {\displaystyle {\mathfrak {P}}^{45}}, P. Egerton 2, 0212, P. Oxy. 1224, P. Oxy. 2070.
Imię ΧΡΙΣΤΟΣ (Chrystus) również skracane jest na trzy sposoby: ΧΣ, ΧΡΣ oraz ΧΡ. Najrzadziej stosowaną formą jest ΧΡ, forma najdłuższa jest charakterystyczna dla III wieku.